# Marina Grigorjewna Sidorowa
Marina Grigorjewna Sidorowa (russisch Марина Григорьевна Сидорова, engl. Transkription Marina Sidorova, geb. Никифорова – Nikiforowa – Nikiforova; * 16. Januar 1950 in Leningrad) ist eine ehemalige sowjetische Sprinterin.
Bei den Europameisterschaften 1971 in Helsinki gewann sie Bronze mit der sowjetischen Mannschaft in der 4-mal-100-Meter-Staffel.
1972 erreichte sie bei den Olympischen Spielen in München über 200 Meter das Halbfinale und kam in der 4-mal-100-Meter-Staffel auf den fünften Platz.
1973 und 1977 gewann sie bei der Universiade Silber über 200 Meter. Beim Weltcup 1977 in Düsseldorf wurde sie Dritte über 400 Meter. Über dieselbe Distanz gewann sie bei den Halleneuropameisterschaften 1978 in Mailand Gold.
Dreimal wurde sie sowjetische Meisterin über 200 Meter und je einmal über 100 und 400 Meter. 1977 und 1978 wurde sie sowjetische Hallenmeisterin über 400 Meter.

## Persönliche Bestzeiten
- 100 m: 11,2 s, 7. September 1973, Edinburgh
- 200 m: 22,72 s, 20. August 1973, Moskau
- 400 m: 50,98 s, 27. Juli 1977, Moskau
  - Halle: 52,42 s, 12. März 1978, Mailand